# Sideroxylon discolor
Sideroxylon discolor är en tvåhjärtbladig växtart som beskrevs av Radcl.-sm. Sideroxylon discolor ingår i släktet Sideroxylon och familjen Sapotaceae. IUCN kategoriserar arten globalt som sårbar.
Artens utbredningsområde är Socotra. Inga underarter finns listade i Catalogue of Life.